# Smilisca phaeota
Smilisca phaeota är en groddjursart som först beskrevs av Cope 1862.  Smilisca phaeota ingår i släktet Smilisca och familjen lövgrodor. IUCN kategoriserar arten globalt som livskraftig. Inga underarter finns listade i Catalogue of Life.